# Thessalia yorita
Thessalia yorita är en fjärilsart som beskrevs av Tryon Reakirt 1865. Thessalia yorita ingår i släktet Thessalia och familjen praktfjärilar. Inga underarter finns listade i Catalogue of Life.